# Rémi Siméon
Rémi Siméon Lurs, 1 de outubro de 1827 - Paris, 23 de novembro de 1890 foi um linguista e lexicógrafo francês editor do dicionário de náuatle ou mexicano em 1885 a partir do náuatle falado no tempo dos conquistadores, o náuatle clássico, o qual corresponde ao início do século XVI.

## Biografia
Rémi Siméon nasceu em Lurs em 1 de outubro de 1827. Com 12 anos de idade viajou ao México pela primeira vez; onde conheceu Joseph Aubin, autor de Memoria sobre la pintura didáctica y escritura figurativa de los antiguos mexicanos.
Aubín era um cientista francês que se dedicou a realizar pesquisas físicas e astronômicas no México, fundou o colégio onde Siméon estudou latim e possuía uma grande coleção de manuscritos náuatle.
Tal como fez Napoleão Bonaparte enviando ao Egito um grupo de expedicionários para conhecer as ruínas; Napoleão III mandou uma equipe de cientistas para estudar as antiguidades mexicanas dos tempos do império de Maximiliano. Entre os cientistas estava Siméon, que a partir de então começou a coletar informações necessárias para elaborar seu dicionário.

## Obra
Em 1867 publica sua Nota sobre la numeración de los antiguos mexicanos; em 1875, a Gramática de la lengua náhuatl o mexicana de Andrés de Olmos, com notas e explicações próprias. De 1883 a 1889, diversos estudos e traduções dos Anales o crónicas de Chimalpahin. Em 1885 publica o Diccionario. Suas várias publicações posteriores lhe renderam honras como ser nomeado presidente do comitê de arqueologia da Société d´Ethnographie, vice-presidente da Société Américaine de France e delegado ao conselho central da Alianza Científica Universal. 
Ganhou o prêmio Volney por Diccionario e um dos prêmios Lobat por sua tradução de Chimalpahin.
Morreu em Paris, em 23 de novembro de 1890, aos 63 anos.

## Bibliografía
- Siméon, Rémi (2007) Diccionario de la lengua náhuatl o mexicana, Ed. Siglo XXI. 19 edición en español; México, Págs. vi-vii.

- Este artigo foi inicialmente traduzido, total ou parcialmente, do artigo da Wikipédia em castelhano cujo título é «Rémi Simeón», especificamente desta versão.